# Tyloperla bihypodroma
Tyloperla bihypodroma és una espècie d'insecte plecòpter pertanyent a la família dels pèrlids que es troba a la Xina.